# 1693 au théâtre
| Années du théâtre : 1690 - 1691 - 1692 - 1693 - 1694 - 1695 - 1696    |
| Décennies du théâtre : 1660 - 1670 - 1680 - 1690 - 1700 - 1710 - 1720 |

## Événements
- Publication au Japon par Bokutekian et Sōgyū de l'Amayo no Sanbai Kigen, livre illustré de gravures sur bois représentant quarante-quatre acteurs kabuki de la région de Kamigata du début de l'époque d'Edo.

## Pièces de théâtre représentées
- 3 janvier : La Prude du temps de Jean de Palaprat, Paris, Comédie-Française.
- 10 janvier : La Baguette de Vulcain de Jean-François Regnard et Charles Dufresny, Paris, Comédie-Italienne
- 28 janvier : Aëtius de Campistron, Paris, Comédie-Française.
- 4 avril : La Baguette de Dancourt et Racot de Grandval, Paris, Comédie-Française.
- 25 avril : Les Adieux des officiers ou Vénus justifiée de Charles Dufresny, Paris, Comédie-Italienne
- 1er mai : Je vous prends sans vert de La Fontaine et Champmeslé, Paris, Comédie-Française.
- 30 mai : Les Mal-Assortis de Charles Dufresny, Paris, Comédie-Italienne
- 3 juillet : La Force du sang ou le Sot toujours sot de Brueys et Palaprat, Paris, Comédie-Française.
- 13 août : Les Originaux ou l'Italien d'Antoine Houdar de La Motte, Paris, Comédie-Italienne
- 18 novembre : Zénobie, tragédie de Claude Boyer, Paris, Comédie-Française.
- novembre : Le Fourbe (The Double Dealer), comédie de William Congreve, Londres,  Théâtre de Drury Lane.
- 4 décembre : Médée de Thomas Corneille et Marc-Antoine Charpentier
- 16 décembre : L'Important de cour de Brueys, Paris, Comédie-Française.

## Naissances
- 9 septembre : Abraham-Alexis Quinault, dit Quinault-Dufresne, acteur français, sociétaire de la Comédie-Française, mort le 12 février 1767.
- Date précise inconnue :
  - Eliza Haywood, actrice, écrivaine et dramaturge anglaise, morte fe 25 février 1756.

## Décès
- 5 septembre : Jean-Baptiste Raisin, acteur français, sociétaire de la Comédie-Française, né en 1655.